# Бинокъл
Бинокълът е оптичен увеличителен уред, който чрез система от лещи прави възможно наблюдението на отдалечени обекти едновременно с двете очи, т.е. предвиден е за бинокулярно зрение.
За разлика от телескопа, който е с един окуляр, чрез двете си еднакви (огледално-симетрични) зрителни тръби бинокълът дава възможност за триизмерно изображение: двата образа, получени върху ретината на всяко око (отстоящи на определено разстояние един от друг), се сливат в един общ образ в мозъка, даващ по този начин усещане за дълбочина и възможност да се оценят разстоянията до обектите.
Размерът на повечето видове е съобразен така, че да могат устойчиво да се използват с две ръце, но има и много модели, за които са нужни стативи и други приспособления, за да осигурят относителната неподвижност на уреда.

## Етимология
В българския език думата навлиза през руски бинокль от френски binocle. Превежда се като „ръчен далекоглед с две къси тръби“. Книжовното ѝ създаване от Rheita е през 1645 г. от bini, две, + oculus, око.

## Оптично устройство

### Галилееви тръби
Ранните бинокли са правени на принципа на галилеевата тръба от 17 век: с обектив – изпъкнала събирателна леща с по-дълго фокусно разстояние и окуляр – вдлъбната разсейваща леща с по-късо фокусно разстояние. Този принцип се прилага и до днес при най-евтините модели и при театралните бинокли.

### Поро-призми
Наречени са на италианския оптик Иняцио Поро (Ignazio Porro), който патентовал системата за изправени (необърнати) изображения през 1854 г., по-късно доразвита и изчистена от производители като Карл Цайс през 90-те години на 19 век. Биноклите от този тип използват за изправяне на изображението поро-призми в двойнопризматична Z-образна конфигурация. Като резултат тези бинокли са широки, с обективни лещи, които са достатъчно раздалечени, но несъосни с окулярите. Тази конструкция има предимството, че размерът на бинокъла е по-малък от фокусното разстояние на обектива и по-широкото разстояние между обективите дава по-осезаемо усещане за дълбочина на образа.

### Призми с покрив
Биноклите, използващи призми с покрив (още руф-призми), са се появили през 80-те години на XIX век и били проектирани от Аший Виктóр Емил Добрéз. Повечето бинокли, употребяващи призми с покрив, използват или призми на Абе-Кьониг (по името на Ернст Карл Абе и Алберт Кьониг, патентовани от Карл Цайс през 1905 г.), или призми на Шмидт-Пекан (изобретени през 1899 г.), за да изправят изображението и скъсят геометричния размер на уреда. Те са по-тесни, по-компактни и по-скъпи от поро-призматичните бинокли. Имат обективни лещи, които са приблизително в една ос с окулярите.

### Поро-призми и призми с покрив
Без да вземаме предвид разликите в цената и подвижността, отбелязани по-горе, тези два вида призми се различават още по нежеланото отражение и яркостта на образа. За поро-призматичните бинокли е присъщо да произвеждат съществено по-ярък образ от този на призмите с покрив при еднакви увеличение, диаметър на обектива, оптично качество, тъй като поглъщането по протежение на оптичния път е по-малко.

## Оптични параметри
Биноклите обикновено се проектират за специфична област на приложение. Това поражда разлики в определени оптични параметри, някои от които се отбелязват на самия уред. Такава практика има и при фотоапарати и кинокамери, обективи и окуляри на микроскопи и др., както и по-модерна дигитална техника, която използва оптика. Тези параметри са:
Увеличение
Съотношението на фокусното разстояние на обектива към фокусното разстояние на окуляра дава линейното увеличение на бинокъла. Увеличение 7х, например, създава изображение, което сякаш е седем пъти по-близо до наблюдаващия. Големината на увеличението се избира според предназначението на самия бинокъл. Ръчните бинокли имат по-малки увеличения, така те са по-малко податливи на външни фактори (неминуемото трептене на ръката при наблюдение), които могат да окажат влияние на качеството на изображението. По-голямото увеличение води и до по-малко зрително поле.
Диаметър на обектива
Диаметърът на обектива определя колко светлина може да бъде „събрана“, за да се формира изображението. Обикновено е изразен в милиметри. Прието е биноклите да се категоризират чрез линейното увеличение и (×) диаметъра на обектива. Например: 7×50 означава увеличение 7х и диаметър на обектива 50 mm.
Зрително поле (ъгъл на зрителното поле)
Зрителното поле на биноклите се определя от конструкцията им. Обикновено е отбелязано в линейна величина – колко метра в широчина ще се виждат при отдалеченост на обекта на 1000 метра или в ъглови единици – чрез представяне в градуси.
Изходна зеница
Биноклите съсредоточават събраната от обектива светлина в сноп лъчи, чийто диаметър се нарича изходна зеница и е равен на диаметъра на обектива, разделен на линейното увеличение. За максимално ефективно лъчесъбиране и за възможно най-светло изображение изходната зеница трябва да се равнява на диаметъра на напълно разширен човешка зеница – около 7 mm през нощта и около 3 mm през деня, който се понижава с възрастта. Светлината, събрана в по-голяма изходна зеница, е практически изгубена. При бинокли за дневна употреба изходната зеница е от порядъка на 3 mm, което е големината на свита човешка зеница. Този размер е достатъчен за наблюдение през деня при наличието на силна светлина. По-голямата изходна зеница обаче улеснява хоризонталното позициониране на окото (подравняването с него) и намалява риска от винетиране или намаляване на контраста в периферията на зрителното поле.
Очно разстояние
Очното разстояние е отсечката между последната окулярна леща на бинокъла и мястото в окото, където се формира образът. Това е разстоянието, на което окото трябва да отстои от окуляра, така че образът, който се вижда, да е с ясни правилни контури, т.е. без винетиране. Колкото по-голямо е фокусното разстояние на окуляра, толкова и очното разстояние е по-голямо.
Очните разстояния при биноклите могат да варират от няколко милиметра до над 2,5 cm. То е от особено значение за наблюдатели, които носят очила, като за такива хора са необходими бинокли с по-големи очни разстояния. Биноклите с къси очни разстояния също така създават затруднения в случаи, когато е трудно да бъдат държани неподвижно.

## Механично устройство

### Фокусиране и настройване
Биноклите са уреди за наблюдение на обекти, чието отстояние не е точно фиксирано и затова те трябва да имат възможността да се фокусират. Обикновено има два начина за фокусиране върху желания обект. Биноклите с „независимо фокусиране“ позволяват двете зрителни тръби да бъдат фокусирани поотделно, чрез настройване на окуляра, като по този начин се променя разстоянието между него и съответния обектив. Биноклите, предназначени за полева употреба, като при военни действия, обикновено използват независимо фокусиране. Тъй като основните потребители намират за по-удобно да фокусират и двата тубуса с едно настройване, се произвеждат широко и втори вид бинокли – с „централно фокусиране“, използващи въртяща се ролка за централно фокусиране. Като допълнение, един от двата окуляра може да се донастройва, за да се компенсират разликите между очите на наблюдаващия (ако двете очи имат различни диоптри). Веднъж направена тази настройка за определен човек, бинокълът може да бъде префокусиран върху даден обект, намиращ се на различно разстояние, използвайки фокусиращата ролка, без да е нужна пренастройка на окуляра. Има също така бинокли със „свободен“ или „фиксиран“ фокус. Те имат дълбочина на фокусиране от относително малко разстояние до безкрайност и качеството на образа е като на модел със сходна оптика, позволяващ фокусиране и фокусиран на средно разстояние.
Повечето съвременни бинокли имат еластична телескопична конструкция, която дава възможност разстоянието между двата окуляра да бъде настройвано според различното междуочно разстояние на наблюдаващия. Това допълнение липсва при много от по-старите модели.

### Стабилизиране на изображението
Разклащането на бинокъла вследствие трептенето на ръцете може силно да бъде редуцирано и по този начин да се използва по-голямо увеличение при бинокли, притежаващи стабилизираща образа конструкция. Части от инструмента, които променят позицията на изображението, могат да бъдат обездвижени чрез жироскопични механизми. Стабилизацията на картината както при биноклите, така и при модерните дигитални устройства може да бъде включвана и изключвана по желание на наблюдателя и според неговите изисквания към качеството на изображението. Тази техника позволява на бинокли с увеличение до 20 пъти да бъдат държани на ръка и многократно подобрява стабилността и неподвижността при по-слаби в техническо отношение уреди. Има и някои недостатъци:
- Изображението може и да не бъде толкова добро, колкото най-добрата нестабилизирана картина на бинокъл, поставен на триножник.
- Стабилизиращите механизми в биноклите ги правят по-скъпи, по-тежки и намаляват живота на батериите.
- Стабилизирането не действа при бързо движещи се обекти.

## Приложения

### Основна употреба
Ръчните бинокли варират от малките (3×10) театрални бинокли с галилеева тръба до такива със 7 до 12 пъти увеличение и 30 – 50 mm обективи за употреба на открито. Поро-призматичните модели преобладават, макар наблюдателите на птици или ловците да предпочитат по-леките, но много по-скъпи бинокли с руф-призма. При много от туристическите дестинации по цял свят има монтирани статични бинокли с монети, които позволяват на посетителите да се насладят на атракцията от по-близък план. Цените на услугата варират в различните държави и зависят от самия механизъм. Има и сходни на монетния модел бинокли, използващи жетони или карти.

### Военни бинокли
Биноклите заемат значително място във военната история. Галилеевите модели били широко използвани до края на 19 век, когато преотстъпили позициите си на поро-призматичните. Биноклите, конструирани основно за военна употреба, са по-тежки и солидни от съответствията си в цивилната употреба. Обикновено в конструкциите им се избягва по-чувствителния централно-фокусиращ механизъм за сметка на независимото фокусиране. Призмите при военните бинокли може да имат допълнително алуминиево покритие с цел запазването на отражателните свойства, дори при намокряне и неблагоприятни атмосферни условия.
Има и специално проектирани бинокли за цивилна и военна употреба при морски условия. Специални механизми предотвратяват появата на смущения (трептене) при наблюдение и създават ясна и изчистена картина. Сумракът не повлиява на ефективността на тези бинокли. Използват се също така и модели с големи обективи, работещи с голямо приближение.
През последните години на пазара се появиха множество модерни дигитални бинокли за нощно виждане. Показвайки данни за климатичните условия, състоянието на батерията и самия апарат, тези модели са все по-търсени, въпреки значително по-високите им цени. Нощно време те използват инфрачервена светлина за формиране на образа.
Огромни военноморски далекомери (високи до 15 метра и тежащи около 10 тона) са били използвани от различни армии през Втората световна война за наблюдение на цели и снаряди. Тези уреди са станали излишни към края на 20 век. Фотоапарати наричани на английски range finder (пример ФЕД-5) използват същия принцип на работа.

### Астрономически бинокли
Биноклите се използват широко от астрономи-любители заради по-широкото им зрително поле. Това ги прави много удобни за наблюдаване и търсене на комети или свръхнови (само големите видове бинокли) и за наблюдение на космоса в неголяма детайлност (портативни бинокли).
Все по-големи бинокли се създават от любители на телескопите и астрономията, използвайки два лещови или огледални астрономически телескопа. Един от най-известните световни примери за астрономически бинокли, макар и да не може да се нарече любителски, е Large Binocular Telescope (Големият бинокулярен телескоп – ГБТ) в Аризона, САЩ. ГБТ включва два 8-метрови огледални телескопа. Чрез този бинокъл се получава допълнителна зрителна информация поради по-голямото зрително поле, получено в резултат на дистанцията между обективните огледала.